# Paleis te Buitenzorg
Het Paleis te Buitenzorg (Indonesisch: Istana Bogor) is tegenwoordig een van de zes presidentiële paleizen van Indonesië en is gelegen in de plaats Bogor, West-Java. Tijdens de koloniale periode functioneerde het paleis tussen 1870 en 1942 als de officiële residentie van de Nederlandse gouverneur-generaal.

## Geschiedenis

### Eerste paleis

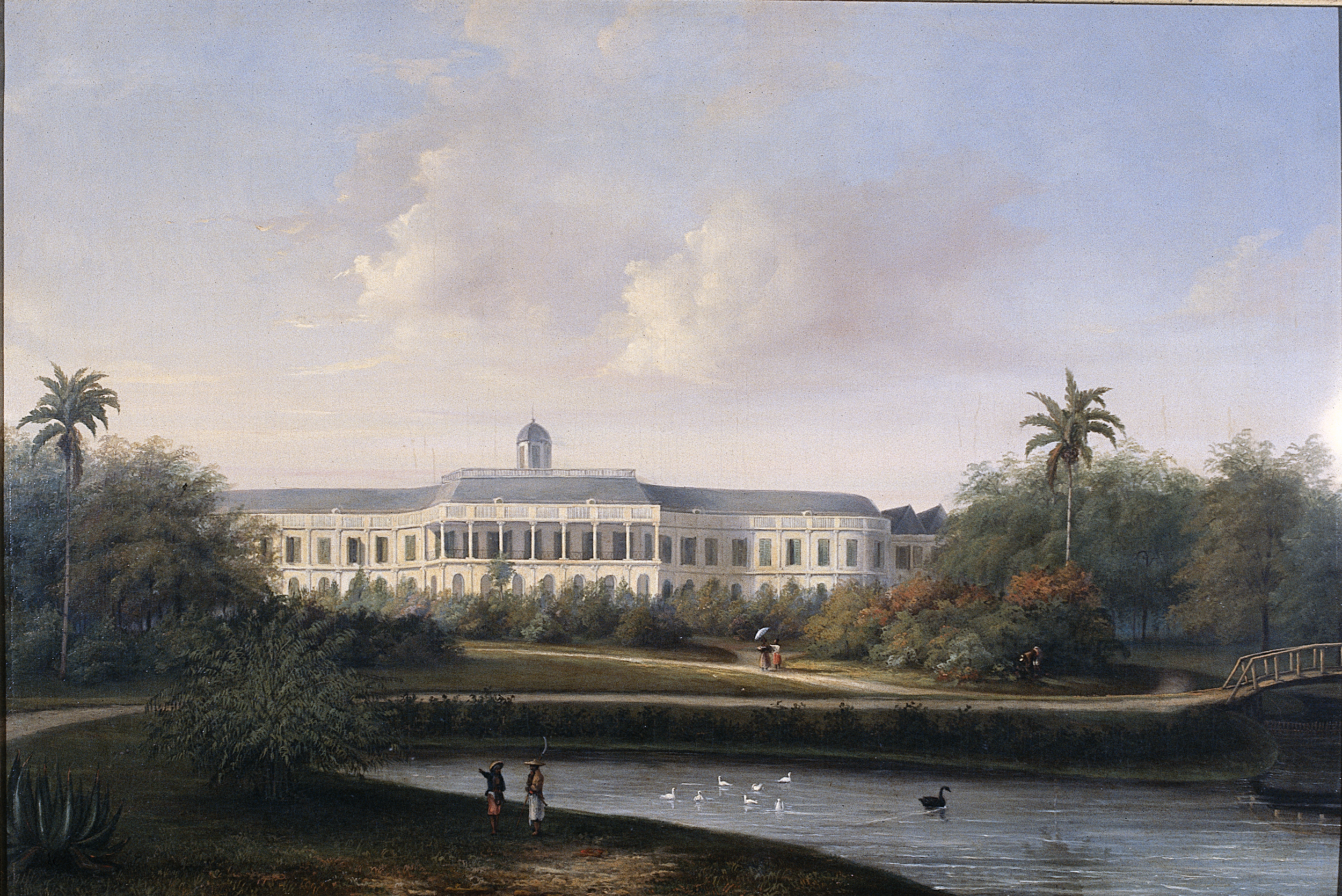
Paleis te Buitenzorg vóór de aardbeving van 10 oktober 1834, door Willem Troost.

Het eerste Huis Buitenzorg werd in 1745 in opdracht van gouverneur-generaal Gustaaf Willem van Imhoff gebouwd. Het gebouwencomplex in Hollands classicistische stijl, bestond uit twee delen die met elkaar verbonden waren via twee loze gevelwanden en lage centrale galerij. Normaal gesproken zouden dergelijke gebouwen bestaan uit drie delen waarvan het centrale deel naar voren of achteren verspringen. In het geval van Huis Buitenzorg ontbrak dit derde gebouw. Het gebouwencomplex had drie verdiepingen en was omringd door een tuin en keek uit op de bevaarbare rivier Tjidani. In het midden bevond zich een politiepost en tweemaal per week werd er markt gehouden.
De bouw was voor de dood van Van Imhoff nog niet voltooid en werd voortgezet onder zijn opvolger, gouverneur-generaal Jacob Mossel. De eerste grote renovatie van het paleis werd gedurende het bewind van Herman Willem Daendels uitgevoerd. Onder zijn leiding verkreeg de buitenplaats een extra verdieping en werden er twee vleugels toegevoegd aan het gebouw. Het huis kreeg ook een andere architectuur zodat het overeenkomsten kreeg met Blenheim Palace.
Na de Invasie van Java door de Britten in 1811 koos Thomas Stamford Raffles Buitenzorg tot zijn verblijfplaats. Gedurende zijn bewind werden de tuinen van het paleis naar Engels voorbeeld aangelegd. Deze tuinen zouden later de inspiratie vormen voor de aanleg van de botanische tuinen. Onder gouverneur-generaal Godert van der Capellen werd er een kleine koepel op het hoofdgebouw geplaatst en werd de botanische tuin gesticht.
De buitenplaats raakte in 1834 ernstig beschadigd tijdens een aardbeving die werd veroorzaakt door een vulkaanuitbarsting van de berg Salak.

### Herbouw
Het oude paleis werd afgebroken en in plaats daarvan werd een nieuw paleis, in haar huidige vorm, gebouwd. Ditmaal bestond het gebouw maar uit één verdieping, uit voorzorg voor aardbevingen. Het nieuwe gebouw in Indische neoclassicistische stijl en ontworpen door Jannis Tromp kwam gereed in 1856. De architectuur was in een stijl zoals Waterstaat alle koloniale gebouwen optrok in Nederlands-Indië. Met de verhoogde vloer en de zuilen moest het gebouw vooral representatief zijn en indruk maken. De stijl was vergelijkbaar met de architectuur van koloniale gebouwen in Brits-Indië, Maleisië en Singapore.
Tussen 1870 en 1942 functioneerde het paleis als de officiële residentie van de gouverneur-generaal, terwijl het paleis aan het Koningsplein gebruikt werd voor ceremoniële gelegenheden. Tijdens de Tweede Wereldoorlog roofden de Japanners de vele kunstschatten uit het paleis.

### Indonesische periode
In 1950 kwam het paleis in het bezit van de Indonesische staat en nam president Soekarno het paleis in gebruik als zijn weekendverblijf. Onder Soeharto raakte het paleis in onbruik. In 2015 nam president Joko Widodo het paleis weer in gebruik voor staatszaken.

## Galerij

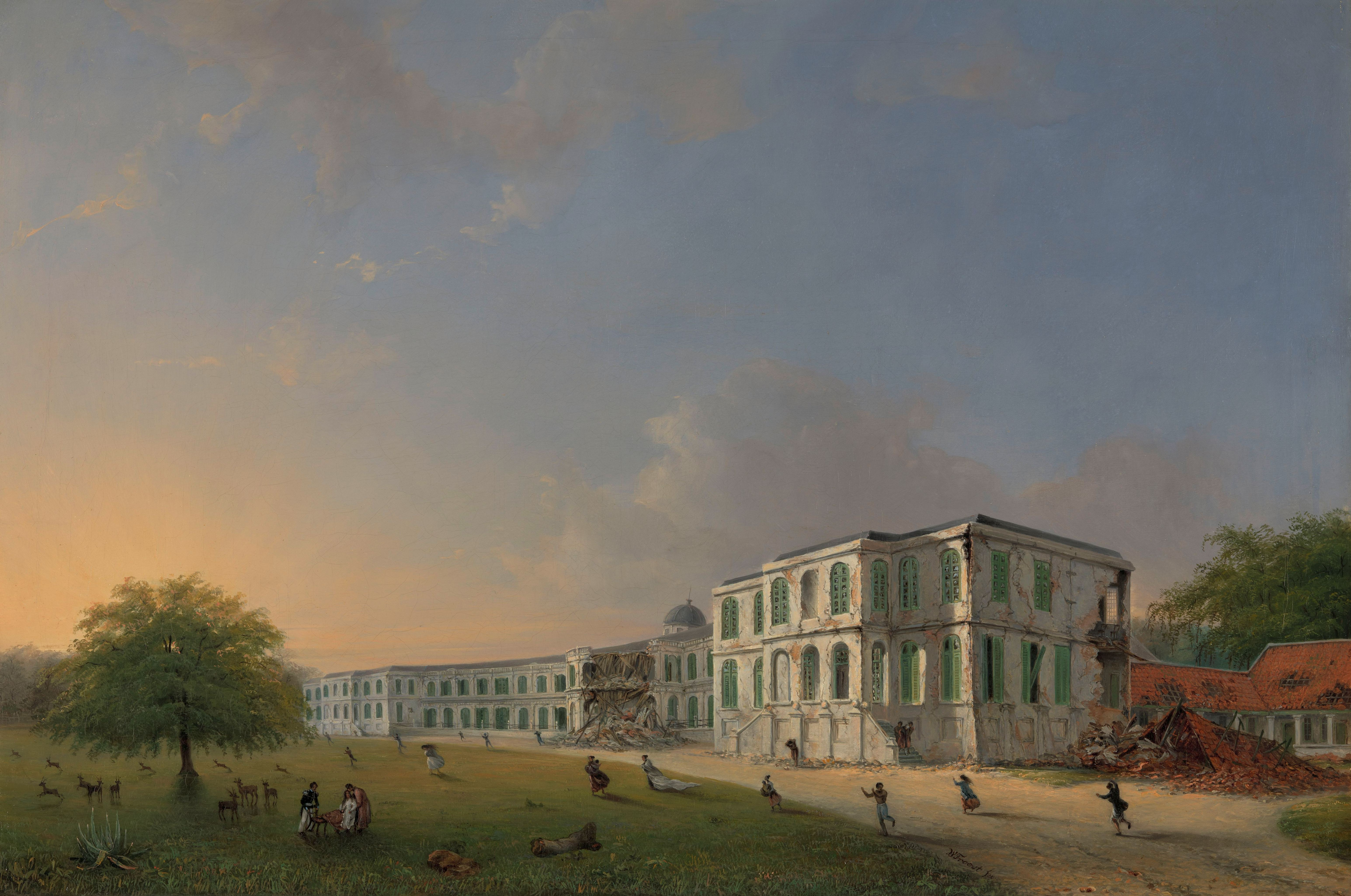
De voorzijde van het paleis te Buitenzorg na de aardbeving van 10 oktober 1834, door Willem Troost
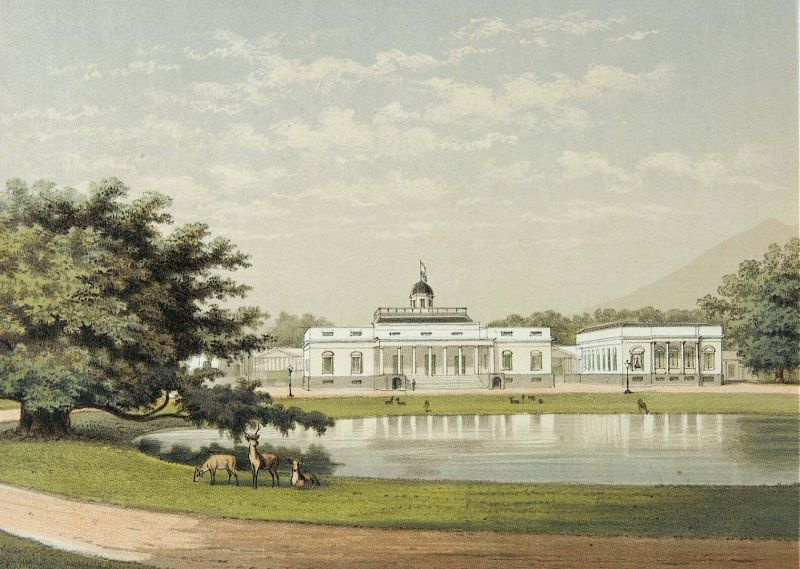
Lithografie van het paleis uit circa 1882-1889
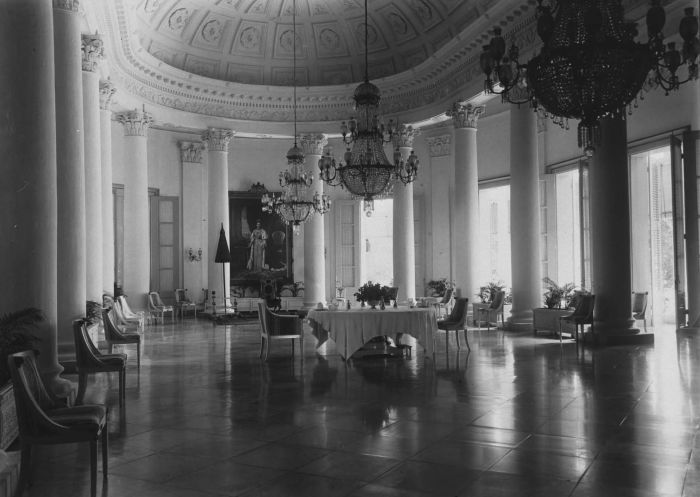
Interieur van het paleis in 1921
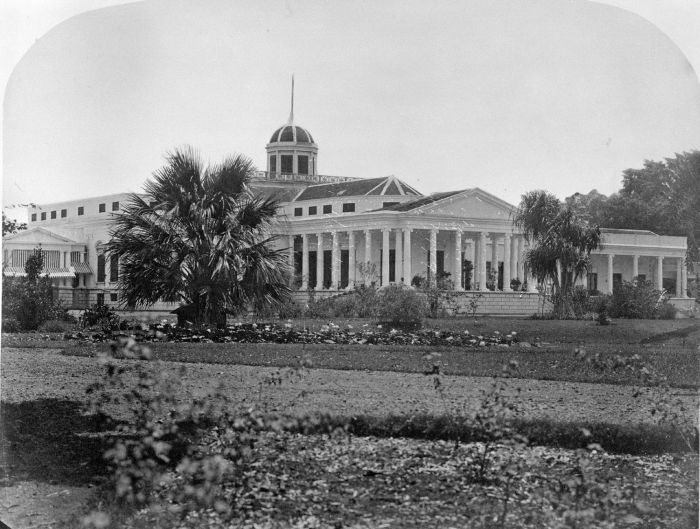
De achterzijde van het paleis ca. 1870
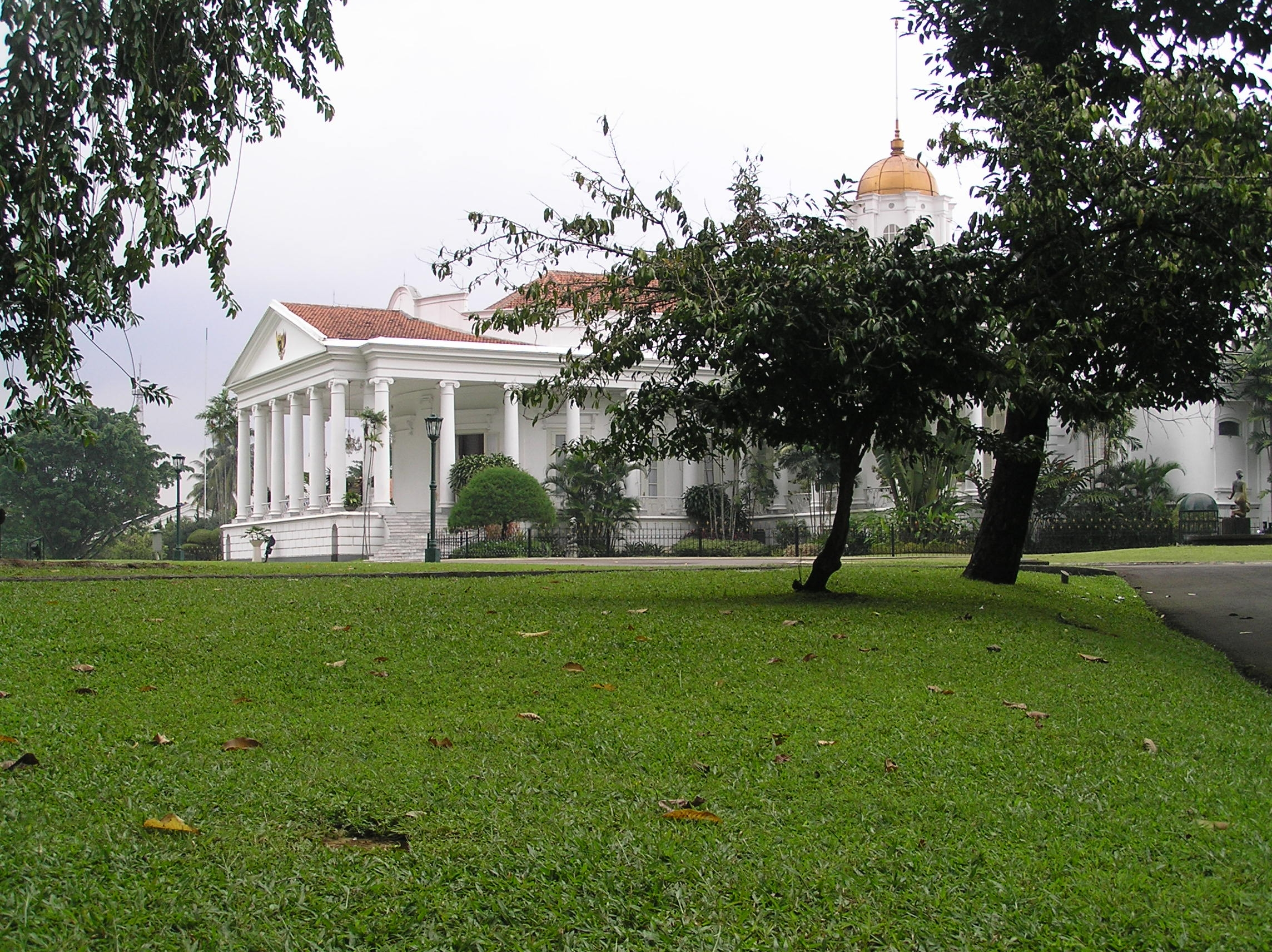
Zijaanzicht van het paleis